# Tomás Hamilton, 1.º Conde de Haddington
Tomás Hamilton, 1.º Conde de Haddington (em inglês: Thomas Hamilton; 1563 - 29 de maio de 1637), designado antes de sua nobreza como "de Drumcarny, Monkland e Binning", foi um administrador escocês, lorde advogado, juiz e lorde tenente de Haddingtonshire.

## Família
O filho de Tomás Hamilton de Priestield, um juiz do Tribunal de Sessão como Lorde Prestonfield, com sua primeira mulher Elizabeth, filha de James Heriot de Trabroun, Haddingtonshire. Seu irmão mais novo era Andrew Hamilton, Lord Redhouse.
Tomás foi educado em Paris. Ele ficou conhecido como Tomás Hamilton de Drumcarny.